# Neom
Neom (en árabe نيوم, Niyūm) es un megaproyecto urbano en la provincia de Tabuk del noroeste de Arabia Saudí. Según los planes contaría con varias áreas, incluyendo una ecociudad lineal inteligente llamada The Line, un centro de esquí en el desierto, un complejo industrial flotante y un resort turístico de súper lujo. El emplazamiento se encuentra al norte del Mar Rojo, al este de Egipto a través del Estrecho de Tirán, y al sur de Israel y Jordania. Cubrirá una superficie total de 26,5 kilómetros cuadrados (10,2 mi²) y se extenderá 460 km a lo largo de la costa del mar Rojo.
Arabia Saudí pretende completar la primera sección de NEOM para 2025. El proyecto tiene un coste estimado de 500 000 millones de dólares. El 29 de enero de 2019, Arabia Saudí anunció la creación de una sociedad anónima cerrada llamada NEOM con 500 000 millones de dólares. El objetivo de esta empresa que pertenece en su totalidad al Fondo de Inversión Pública, el fondo soberano, es desarrollar la zona económica de Neom. Está previsto que el proyecto se alimente totalmente de fuentes de energía renovables. Nadhmi Al-Nasr es el director general de la sociedad anónima NEOM.
La escala del proyecto ha generado tanto controversias como escepticismo en el público. La represión y desplazamiento forzoso de la tribu local de los howeitat y la resistencia y muerte a manos de las fuerzas de seguridad saudíes de uno de sus miembros, Abdul Rahim al-Huwaiti, han empañado la imagen del proyecto.

## Antecedentes
La ciudad fue anunciada por el príncipe heredero saudita Mohammad bin Salman en la conferencia de la Iniciativa de Inversión Futura en Riad, Arabia Saudita, el 24 de octubre de 2017. Dijo que operará independientemente del «marco gubernamental existente», con sus propias leyes tributarias y laborales y un sistema judicial autónomo. De hecho, se anunció que será el primer lugar en toda Arabia Saudita donde hombres y mujeres podrán utilizar la misma zona de baño, algo prohibido en el resto del país.
La iniciativa surgió de Saudi Vision 2030, un plan que busca reducir la dependencia de Arabia Saudita del petróleo, diversificar su economía y desarrollar sectores de servicio público. El consultor Ghanem Nuseibeh, declaró que la intención de Arabia Saudita era «pasar del petróleo a la alta tecnología y poner al reino saudí a la vanguardia de los avances tecnológicos. Esta es la era posterior al petróleo. Estos países intentan florecer más allá de la exportación de petróleo, y los que no lo hagan se quedarán atrás». El alemán Klaus Kleinfeld, expresidente y CEO de Alcoa Inc., y expresidente y CEO de Siemens AG, dirigirá el desarrollo de la ciudad. Los planes requieren que robots realicen funciones tales como seguridad, logística, despachos a domicilio y cuidado de personas y que la ciudad sea alimentada únicamente con energía eólica y solar. Debido a que la ciudad se diseñará y construirá desde cero, se han sugerido otras innovaciones en infraestructura y movilidad. La planificación y la construcción se iniciarán con 500 000 millones $ del Fondo de Inversión Pública de Arabia Saudita e inversores internacionales. La primera fase del proyecto está programada para el 2025.

## Nombre
El nombre NEOM se construyó a partir de dos palabras. Las tres primeras letras forman el prefijo griego neo, que significa "nuevo". La cuarta letra es la abreviatura de "Mostaqbal" (en árabe: مستقبل), una palabra árabe que significa "futuro".